# 興国寺 (和歌山県由良町)
興国寺（こうこくじ）は、和歌山県日高郡由良町にある臨済宗妙心寺派の寺院。山号は鷲峰山（しゅうほうざん）。本尊は釈迦如来。

## 歴史
安貞元年（1227年）、高野山金剛三昧院の願生（俗名・葛山景倫）が主君であった源実朝の菩提を弔うために創建したもので、創建時は真言宗寺院で西方寺と称していた。葛山景倫は承久元年（1219年）、実朝の暗殺を機に出家。実朝の生母・北条政子は願生の忠誠心に報い、願生を西方寺のある由良荘の地頭に任命した。
願生は親交のあった心地覚心（法燈国師）が宋から帰国すると、正嘉2年（1258年）に西方寺の住職に迎えて開山とした。その後、後醍醐天皇より寺号の興国寺を賜ったという。覚心は、普化尺八を奏する居士4名を宋から連れ帰り、興国寺に住まわせたので、以後当寺は普化尺八の本山的な役割を持つようになった。その弟子の一人、虚竹禅師（寄竹）が尺八の元祖といわれている。
また、熊野・伊勢地方への布教を積極的に行った。宋で習得した金山寺味噌の製法が弟子から人々に伝わり、やがて醤油が誕生するきっかけとなった。
天正13年（1585年）、羽柴秀吉の紀州征伐によって伽藍の大部分を焼失したが、慶長6年（1601年）に紀州藩主・浅野幸長によって再興された。
昭和31年（1956年）、臨済宗妙心寺派から独立し臨済宗法燈派大本山になったが、昭和61年（1986年）に妙心寺派に復帰した。
地元では、由良開山(ゆら・かいさん)と呼ばれ、親しまれている。

## 伽藍
- 本堂（1797年再建[5]）
- 天狗堂
- 大門
- 山門
- 鐘楼
- 尺八道場
- 禅堂
- 位牌堂
- 開山堂
- 書院
- 庫裏

## 文化財

### 重要文化財（国指定）
- 木造法燈国師坐像 - 弘安9年（1286年）作
- 絹本著色法燈国師像 - 正和4年（1315年）一山一寧の賛あり
- 紙本墨書誓度院規式

### 和歌山県指定無形民俗文化財
- 灯籠焼

### 天然記念物（国指定）
- 門前の大岩

## 札所
- 紀伊之国十三仏霊場 第8番

## 交通
- JRきのくに線紀伊由良駅から徒歩約30分

## 周辺情報
- 白崎海洋公園
- 由良海つり公園
- 重山
- 熊野古道